# Lactobacillus bulgaricus
A Lactobacillus bulgaricus (trinomiális név: Lactobacillus delbrueckii subsp. bulgaricus) egy Gram-pozitív baktérium, melyet a joghurtgyártásban használnak.
Elsőként 1905-ben azonosította Sztamen Grigorov bolgár orvos, ő adta a nevét.
A baktérium tejből tejsavat képez, ami tartósítja a tejet.
Lebontja a laktózt, ezért segítségül lehet a laktózintoleranciában szenvedő betegeknek, akiknek hiányoznak a szervezetükből a laktózbontó enzimek.
A fermentáció során a  Lactobacillus bulgaricus acetaldehidet is termel, ami a joghurt ízét adja. A baktérium legnagyobb importőrei Japán, USA és az Európai Unió.
Eredeti formájában a joghurtot csak Bulgáriában és a környező balkáni országokban lehet előállítani, mivel a baktérium más éghajlati viszonyok között hamar elpusztul vagy elveszti fermentálóképességét.

## Genom
- Lactobacillus Genome Projects (from Genomes OnLine Database)
- Comparative Analysis of Lactobacillus Genomes (at DOE's IMG system)